# Hispano-Suiza 15/20 HP
La 15/20 HP è un'autovettura prodotta fra il 1906 e il 1914 dalla casa automobilistica spagnola Hispano-Suiza.

## Profilo
Questo modello venne presentato al Salone di Parigi del 1906 in sostituzione della 14HP: esso nasceva su di un telaio a longheroni e traverse in acciaio, con freni a tamburo solo sul retrotreno, sospensioni ad assale rigido e con molle a balestra semiellittiche longitudinali. Il telaio era inoltre disponibile sia a corto che a passo lungo. Lo schema meccanico prevede il motore longitudinale con cambio in blocco, trazione posteriore e differenziale sul retrotreno. Sempre a proposito del cambio, esso era di tipo manuale a 3 marce, mentre il motore era un'unità a quattro cilindri da 2614 cm3 (alesaggio e corsa 80 x 130 mm) con distribuzione a valvole laterali. La potenza massima era di 20 CV.
Nel 1909 vennero apportati numerosi aggiornamenti al motore, allo scopo di incrementarne il rendimento: vennero ad esempio incrementati il rapporto di compressione e il numero di giri del motore stesso.
La 15/20 HP uscì di listino nel 1914 e venne sostituita dalla Tipo 21 15/30 HP, tecnicamente più evoluta.